# Bataille de Sidi El-Mekki (1908)
Campagne de la Chaouïa
Batailles
• Bataille de Casablanca (1907)
• Bataille de Sidi Moumen (1907)
• Bataille de Taddert (1907)
• Bataille de Mediouna (1907)
• Bataille de Sidi-Brahim (1907)
• Bataille de Settat (1907)
• Bataille de Sidi Kamel (1907)
• Bataille de Wadi Al-Atash (1907)
• Bataille d'Ayo Waghit (1907)
• Bataille de Dar Bouazza (1908)
• Bataille de Sidi Kamel(1908)
• Bataille de Sidi Ghoneimi (1908)
• Bataille de Berrechid (1908)
• Bataille de Sidi El-Mekki (1908)
• Bataille de Fakhakha (1908)
• Bataille de Berrabah (1908)
• Bataille de Sidi Abdelkrim (1908)
• Bataille de Settat (1908)
• Bataille d'Ain M'Koun (1908)
• Expéditions françaises contre les Zaërs (1910-1911) 
• Bataille de Termast-El-Borou (1912) 
• Bataille Oued Zem (1912)
• Bataille de Tadla (1912)
• Bataille de Sidi Ali ben Brahim (1912)
• Bataille de Biar-Mezouis (1912)
• Bataille d'El Ksiba (1914)
•  Bataille d'Elhri (1914)
La Bataille de Sidi El-Mekki (en arabe : معركة سيدي المكي - Ma'rakat Sayyidi Al-Mekki), est une bataille qui a opposé l'armée française  et les tribus de la Chaouia dans la localité de Sidi El-Mekki dans la province de Settat au cours de la  « pacification du Maroc » et, plus essentiellement « Campagne de la Chaouïa ».

## Contexte historique

### Anarchie (Siba)
Lors de la période de la Siba, après que la ville Oujda tombe aux mains des français, les troupes du général Lyautey avaient des prétentions sur la ville côtière de Casablanca, sous la responsabilités des tribus Chaouia, connu et réputées au sein du Maroc pour produire des guerriers farouches ainsi que des cavaliers expérimentés. Avant le Protectorat, la ville de Casablanca est occupée mais les combats continuent. Des dizaines de combats sont livrés à l’intérieur de la ville, à sa périphérie et, enfin, plus profondément, dans le pays Chaouia.

### Bombardement de Casablanca
Hajj Hammou, caïd de la tribu des Oulad Hriz, lance des appels au djihad et les Oulad Hriz organisent une lutte contre les Espagnols, les Français et leurs partisans. C'est le début de l'insurrection. Les populations Chaouia envahissent les rues et l’après-midi même, des incidents violents débouchent sur la mort de neuf ouvriers étrangers de la compagnie concessionnaire des travaux du port. Les émeutiers arrêtent le train, qui passe à proximité d'un cimetière, grâce à un amas de pierres amoncelées sur la voie et assassinent les ouvriers étrangers de la locomotive : quatre Français, trois Italiens et deux Espagnols. C'est le début du Massacre de Casablanca et du bombardement de la ville. Du 5 au 7 août 1907, les navires de l'armée française aux côtes de Casablanca ouvrent le feu sur la ville et font déferler la terreur, des milliers de morts civils sont à déplorer.

### Débarquement des forces françaises
Le 6 août, les premières troupes de l'armée françaises accostent à Sidi Beylout, ils sont accueillis par les tribus de la Chaouia avec le feu de leurs armes et leurs balles. Le 7 août, les troupes débarquées du général Drude et les fusiliers-marin du contre-amiral Philibert réussissent, après des combats acharnés, à reprendre le contrôle de la ville.Pendant trois jours de pluie de bombes provenant de l'escadre, puis de carnages et de pillages exercés par les légionnaires au sol, la prospère cité de 30 000 habitants avant les faits est transformée en champ de ruines où nul endroit n'est épargné, si ce n'est le quartier européen.

### Début de la Guerre de la Chaouïa
Le débarquement de l'armée française et les combats de Casablanca amèneront les tribus de la Chaouïa à continuer la guerre en faisant qu'un pour lutter pour leur indépendance. Cette guerre sera terrible et lente, basé sur une logique de guerre de position, de guérilla ainsi qu'utilisation massive de l'artillerie. La guerre de la Chaouïa sera le début de la Colonisation du Maroc.

## Bataille de Sidi El-Mekki

### Préparatifs et arrière-plan (Fin Janvier)
Dans le contexte des progressions de la France en terre dissidente chaouis, en attendant l'arrivée du gros des forces, le colonel Boutegourd se porte de Mediouna et à Berrechid, le 29 janvier, pour agir contre les révoltés Oulad Hriz. La colonne se retrouve immobilisé dû aux conditions météorologiques. Cette immobilisation fait planer sur le campement de Berrechid, la menace d'une contre-attaque des autochtones. Dans le secteur Zaouiet-el-Mekki, Dar-Kseïbat, des Mzamza et Oulad Saïd, motivés pour le combat reçoit des renforcements au Sud du secteur contrôlé par les français.
Pour cette opération, le colonel Boutegourd dispose de 3 demi-bataillons, 2 escadrons et demi et 1 batterie de 75, soit environ 1.100 hommes; le lieutenant-colonel Passard commande l'infanterie et le lieutenant-colonel du Fretay la cavalerie. La colonne française marque son départ de Berrechid, le 2 février, dans les coups de minuit. La colonne militaire atteint facilement Zaouiet-el-Mekki vers le matin. Les gens de la zaouia arborent des drapeaux blancs. La cavalerie manœuvre de manière à encercler les douars d'alentour, dont les habitants fuient et se dispersent.

### Déroulement de la première offensive (Début Février)
À la suite de l'avancée des forces françaises, au delà de Dar-Kseïbat, elle est attaquée par les marocains et se rabat sur l'infanterie. L'artillerie (composé de  canon de 75 mm modèle 1897 bombarde Dar-Kseïbat qui est occupé par l'armée française vers 9h00.
Une fois que le détachement parvient à occuper le secteur, le commandement ordonne le retour des forces françaises à l'avant-poste de Berrechid. Cependant, les guerriers arabes attaquent les forces françaises pendant la marche de retour. Au début, la colonne est simplement harcelée par des cavaliers, mais au fur et à mesure, vers 11h00, les forces françaises se retrouvent submergés. Les marocains montre une certaine détermination qui pousse les forces françaises à abandonner leurs positions.
Vers 12h00 à l'oued Timelikch, les marocains chaouis sont si près des forces françaises, que la cavalerie charge pour rompre l'étau qui se rabattais sur eux. Par la suite, les marocains passent à la charge et à la rencontre des sabres avec l'adversaire français. Cela coutera la vie à beaucoup de chaouis, mais également de français. L'artillerie vient à la rescousse des fantassins français.
Au bout d'une demi-heure de combat acharné, les Marocains ralentis leur feu. A ce moment, les chasseurs d'Afrique (unités de cavalerie française de l'armée d'Afrique) intervient sous prétexte de dégager les communications. Cette intervention de leur part leur imposera d'assez lourds sacrifices et de pertes. L'arrivée de renforts, que le lieutenant-colonel Brulard amène de Berrechid, met fin aux combats.
Le détachement français regagne le poste avec 1 officier (lieutenant Ricard) et 11 hommes tués, 4 officiers et 40 hommes blessés; ses pertes s'élèvent au vingtième de l'effectif total. La colonne du Littoral, que conduit le général d'Amade, rejoint celle du Tirs à Berrechid, le 4 février; le bivouac est établi à Dar-el-Hadj-Hammou (Ancienne maison de Hajj Hammou). Cette confrontation est le prélude de la futur bataille de Settat, cependant, le commandement français veut s'assurer du contrôle total du secteur de Sidi El-Mekki, toujours aux mains des marocains.

### Déroulement de la seconde offensive (début février - milieu février)
Le 5 février, au matin, les troupes françaises reprennent leur marche vers la localité de Zaouiet-el-Mekki. Cette fois, le bombardement des canons est précoce et débute plus rapidement, en parallèle, les troupes françaises défendent vers le Sud. Vers 10 h, les marabouts se soumettent. Les troupes s'installent à côté de la zaouia. Des fantassins et des cavaliers apparaissent au milieu de la journée ; comme l'artillerie les prend aussitôt sous son feu, ils hésitent et finissent par se replier. L'escarmouche des Marocains coûte 2 blessés aux soldats français. Enfin, les forces chaouis reviennent encore dans la nuit où le harcèlement se poursuit sur le campement de l'armée française. Les combats vont continuer jusqu'au milieu du mois de février. Cette tentative de maintenir une occupation sur le secteur de la Zaouia se soldera par un échec, l'armée française se voit dans l'obligation de décamper et de rompre ces lignes en faveur d'une bataille sur Settat et d'une occupation élargie.

### Bilan chiffrés
Lors des opérations militaires menées par les forces françaises à Sidi El-Mekki, le bilan s'est élevé :
- 1 officier (lieutenant Ricard) tué
- 11 hommes tués
- 4 officiers blessés
- 40 hommes blessés.

## Conséquences
Les forces françaises après cette bataille qui déstabilisera les opérations pour la prise de la ville de Settat, limitera donc les mouvements militaire de l'armée pour atteindre la ville. Pour atteindre la ville de Settat, le Général Albert D'Amade a dû soumettre les Oulad Saïd et les Mdakra. En mars 1908, après avoir essuyé plusieurs défaites, et animés par un esprit de vengeance, le général d'Amade et ses troupes se remirent en marche en direction de Settat, résolument décidés à punir les Chaouia et à en finir avec cette cité de résistants. Une politique de terreur fut appliquée, marquant le début d'une guerre totale, n'hésitant pas à utiliser massivement de l'artillerie. Dans le même mois, le 15 mars, profitant de l'absence des guerriers, les troupes françaises commirent un véritable crime de guerre. En France métropolitaine, il est vu autant comme un héros qu'un « boucher ». Pendant ce temps, Bou 'Azzaoui se fait voir comme un héros du côté des marocains, il est porté au sommet de la victoire et se voit confié la responsabilité de nouvelles batailles après son coup d'éclat.